# Glienicker Brücke
De Glienicker Brücke, ook wel de 'spionnenbrug' genoemd, is een brug over de zuidelijke arm van de Havel tussen de Duitse steden Potsdam en het zuidwesten van Berlijn (stadsdeel Wannsee). De weg over de Glienicker Brücke is onderdeel van Bundesstraße 1. Tijdens de Koude Oorlog lag de grens tussen West-Berlijn en de Duitse Democratische Republiek precies op het midden van de brug. De brug kreeg wereldwijde bekendheid door de agentenruil op 11 februari 1986.

## Geschiedenis
Op de plek van de Glienicker Brücke werd al laat in de 17e eeuw een houten brug gebouwd. In 1754 konden rijtuigen over deze brug passeren, wat een belangrijke vooruitgang voor de post was. Vanaf 1831 werd begonnen om een brug van steen te bouwen, en in de periode 1904–1907 werd dit een brug met een stalen constructie genaamd Kaiser-Wilhelm-Brücke. Deze nieuwe brug was beter berekend op de toename van het gemotoriseerde verkeer. In 1937 werd de Glienicker Brücke, als onderdeel van de Reichsstraße 1 van Aken via Berlijn naar Koningsbergen uitgebouwd tot vier rijstroken. Bij de oorlogshandelingen in april 1945 werd de brug zwaar beschadigd en was niet meer bruikbaar. Na de oorlog werd eerst een tijdelijke houten brug gebouwd, maar in 1947 werd de oude brug weer hersteld.
Koude Oorlog
De brug lag in de Koude Oorlog op de grens tussen de Duitse Democratische Republiek en West-Berlijn. Van 1949 tot 1985 werd de brug door de DDR Brücke der Einheit ('Brug van de Eenheid') genoemd. Midden op de brug markeerde een witte streep de grens tussen West-Berlijn en de DDR. In 1952 werd de brug gesloten voor autoverkeer en op 3 juli 1953 werd de brug volledig voor het personenverkeer afgesloten. Alleen diplomaten en militaire voertuigen van de geallieerde bezettingsmachten konden de brug nog passeren. In tegenstelling tot alle andere doorlaatposten van en naar West-Berlijn werd de Glienicker Brücke niet bewaakt door DDR-grenswachten, maar door Sovjet-militairen.
De brug werd driemaal gebruikt voor een uitruil van spionnen en politieke gevangenen:
1. Op 10 februari 1962 werd de Sovjet-spion Rudolf Abel tegen de Amerikaanse U-2-piloot Gary Powers uitgewisseld. In 2015 werd dit uitgebeeld in de film Bridge of Spies.
2. Op 11 juni 1985 werden 23 politieke gevangenen uit de DDR tegen 4 Oostblok-spionnen uitgewisseld.
3. Op 11 februari 1986 werd Sovjet-dissident Anatoly Stsjaranski samen met drie westerse spionnen geruild tegen vijf spionnen uit het Oostblok. Deze uitruil ging gepaard met veel (vooral westerse) media-aandacht en maakte de Glienicker Brücke wereldwijd bekend.

In de nacht van 11 maart 1988 slaagden drie mannen uit de DDR erin om over de brug naar West-Berlijn te vluchten door met een vrachtwagen op hoge snelheid de grensversperringen te rammen.
Op 10 november 1989, een dag na de val van de Berlijnse Muur, werd de brug weer geopend voor het personenverkeer.
Er is nog steeds een soort van grens zichtbaar op de brug. De groene kleur van de staalconstructie is op de Berlijnse helft donkerder dan die op de Potsdammer helft.